# دودة شصية (دودة الانسيلوستوما)
عدوى الدودة الشصية او الدودة الخطافية (بالإنجليزية: Hookworm infection)‏ هي عدوى بنوع من الطفيليات المعوية المعروفة باسم الدودة الشصية. في البداية، قد تحدث الحكة والطفح الجلدي في مكان العدوى. أولئك الذين يتأثرون فقط بعدد قليل من الديدان قد لا تظهر عليهم أي أعراض. قد يعاني المصابون بالعديد من الديدان من ألم بطني، إسهال، خسارة الوزن، والتعب. قد يتأثر النمو العقلي والبدني للأطفال. قد يحدث فقر الدم.
هناك عدوى شائعة بالدودة الشصية في البشر هما داء الأنكلستومات وداء الدودة الفتاكة، الناجم عن النوعين أنكلستوما اثنا عشرية وفتاكة أمريكية على التوالي. تترسب بيض الدودة الشصية في براز الأشخاص المصابين. إذا انتهى بها المطاف في البيئة، فيمكنها أن تفقس كيرقات (ديدان غير ناضجة)، والتي يمكن أن تخترق الجلد بعد ذلك. يمكن أيضا أن ينتشر نوع واحد من خلال الطعام الملوث. تشمل عوامل الخطر المشي حافي القدمين في المناخات الدافئة، حيث الصرف الصحي ضعيف. التشخيص عن طريق فحص عينة البراز باستخدام المجهر.
يمكن الوقاية من المرض على المستوى الفردي من خلال عدم المشي حافي القدمين في المناطق التي ينتشر فيها المرض. على مستوى السكان، فإن تقليل التغوط في الهواء الطلق، وعدم استخدام البراز الخام كسماد، والتخلص من الديدان الجماعية فعال. عادة ما يكون العلاج بالأدوية ألبيندازول أو ميبيندازول لمدة يوم إلى ثلاثة أيام. قد تكون هنالك حاجة إلى مكملات الحديد لدى المصابين بفقر الدم.
أصابت الديدان الشحصية حوالي 428 مليون شخص في عام 2015. يمكن أن تحدث العدوى الثقيلة في كل من الأطفال والبالغين، ولكنها أقل شيوعا لدى البالغين. من النادر أن تكون قاتلة. عدوى الدودة الشصية تعتبر التهاب الديدان الطفيلية المنقولة بالتربة ويصنف على أنه مرض استوائي مهمل.

## العلامات والأعراض
لا تتخصص العدوى بالديدان الشصية بأعراض أو علامات معينة، ولكنها تؤدي إلى مزيج من الالتهاب المعوي وفقر الدم الناجم عن عوز الحديد التدريجي ونقص البروتين. تترافق العدوى الشديدة في بعض الأحيان مع السعال وألم الصدر والأزيز والحمى. قد تحدث الآلام الشرسوفية وعسر الهضم والغثيان والقيء والإمساك والإسهال في مراحل العدوى المبكرة أو اللاحقة، على الرغم من تراجع الأعراض الهضمية مع مرور الوقت. تشير الأعراض المترافقة مع فقر الدم ونقص البروتين إلى الإصابة بعدوى شديدة متقدمة، والتي تضم الهزال وفشل القلب وانتفاخ البطن مع الاستسقاء.
يمكن أن ينتج عن غزو اليرقات للجلد (معظمها في الأمريكيتين) مرض جلدي يسمى داء هجرة اليرقات الجلدي والمعروف أيضًا باسم الطفح الزاحف. لا يعد الإنسان مضيفًا لهذه الديدان وتستطيع اليرقات اختراق الطبقات الخمس العليا فقط من الجلد، فتؤدي إلى حكة شديدة موضعية على القدم أو أسفل الساق عادةً، تُعرف بحكة التراب. تنتج هذه العدوى عن يرقات الدودة الشصية البرازيلية. تهاجر اليرقات في أنفاق متعرجة بين الطبقة القاعدية والطبقة القرنية للجلد مما يسبب آفات حويصلية ساعية أو أفعوانية. تصبح الأجزاء الخلفية من الآفات جافة ومتقشرة مع تقدم حركة اليرقات. عادة ما تسبب الآفات حكة شديدة.

## السبب
تشمل عدوى الديدان الشصية لدى البشر داء الأنكلستومات وداء الدودة الفتاكة. يتسبب داء الأنكلستومات الإصابة بمرض الأنكلستوما الاثنا عشرية وهو النوع الأكثر شيوعًا في الشرق الأوسط وشمال إفريقيا والهند و (سابقًا) في جنوب أوروبا. تسبب دودة الفتاكة الأمريكية داء الدودة الفتاكة وهو النوع الأكثر شيوعًا في الأمريكتين وأفريقيا جنوب الصحراء وجنوب شرق آسيا والصين وإندونيسيا.
قد تتأثر الحيوانات الأخرى مثل الطيور والكلاب والقطط. تصيب دودة الأنكلستوما القطط ودودة الأنكلستوما الكلبية الكلاب، أما الشصية رفيعة الرأس والأنكلستوما البرازيلية فتصيب كلًا من الكلاب والقطط. يمكن أن تنتقل بعض هذه العدوى إلى البشر.

## العلاج
اعتمد العلاج المبكر على استخدام ملح كبريتات المغنسيوم لتقليل المخاط الواقي، يليه الثيمول لقتل الديدان. مثل رباعي كلورو الإيثيلين في وقت لاحق الطريقة الرائدة للعلاج. لم تُطوَّر مركبات عضوية جديدة للعلاج حتى وقت لاحق في منتصف القرن العشرين.
في حالة فقر الدم، يمكن أن تسبب مكملات الحديد أعراض تخفيف فقر الدم الناجم عن عوز الحديد. ومع ذلك، مع استعادة مستويات خلايا الدم الحمراء، قد يتطور نقص في الضروريات الأخرى مثل حمض الفوليك أو فيتامين بي12، لذلك قد يتم استكمالها أيضا.

#### بعض انواع الديدان الشصية
- دودة أنسيلوستوما
- أنكلستوما اثنا عشرية
- فتاكة أمريكية